# アクトン・メイン・ライン駅
アクトン・メイン・ライン駅（アクトン・メイン・ラインえき、Acton Main Line station）は、イギリスのロンドン西部、アクトン (Acton) にあるナショナル・レールの駅。
グレート・ウェスタン本線のターミナルであるロンドン・パディントン駅の隣駅である。トラベルカード・ゾーン3に属する。
平日6:40～10:40、土曜日8:00～15:15のみ駅員がおり、それ以外は無人駅となる。オイスターカードの改札機と簡易券売機が設置されている。

## 概要
パディントン駅とヘイズ・アンド・ハーリントン駅 (Hayes & Harlington railway station) との間でグレート・ウェスタン・レールウェイにより運行される普通列車が発着する。列車の発着は日中は概ね30分ごとで、日曜日には列車が停車しない。2004年にファースト・グレート・ウェスタンがテムズ・トレインズ (Thames Trains) からフランチャイズ権（列車運行権）を得た際に列車の運行が削減され、また22時10分以降のロンドン方向および22時52分以降の西方向への列車がなくなっている。ヒースロー・コネクトが停車しない唯一の駅でもある。
クロスレール1号線が開業する際にはwestern branchをパディントン駅から先へ運行する列車が1時間あたり8本発着する予定である。
駅前の道路をロンドンバスのルート266, 260が通っている。

## 隣の駅
ナショナル・レール
■ファースト・グレート・ウェスタン
グレート・ウェスタン本線
月曜日 - 土曜日のみ
イーリング・ブロードウェイ駅 - アクトン・メイン・ライン駅 - ロンドン・パディントン駅
グリーンフォード支線
月曜日 - 土曜日のみ
イーリング・ブロードウェイ駅 - アクトン・メイン・ライン駅 - ロンドン・パディントン駅
クロスレール（予定）
■クロスレール
イーリング・ブロードウェイ駅（メイデンヘッド駅またはヒースロー・ターミナル4駅方面）- アクトン・メイン・ライン駅 - ロンドン・パディントン駅（アビー・ウッド駅またはシェンフィールド駅方面）